# Landesfrauenklinik Stettin
Die Landesfrauenklinik der Provinz Pommern, Stettin, kurz: Landesfrauenklinik Stettin (LFK Stettin), war eine von 1931 bis 1945 bestehende Klinik und Poliklinik für Frauenheilkunde und Geburtshilfe in Stettin. Sie diente auch als Ausbildungsstätte für pommersche Hebammen und für Hebammen für Deutsche im Ausland.

## Vorgeschichte
Die Stettiner Landesfrauenklinik ersetzte 1931 die überalterte und bescheidener eingerichtete Provinzial-Hebammen-Lehranstalt und Frauenklinik in der Karkutschstraße in der Innenstadt Stettins. Diese war erst 1894 auf Betreiben des Geheimen Sanitätsrats und Direktors Ernst Bauer neu erbaut worden, nachdem das Gebäude des ursprünglichen Hebammenlehrinstituts in der Elisabethstraße zu eng geworden und moderneren Anforderungen nicht mehr gewachsen war. Bauer war im Oktober 1880 zum Direktor der Hebammenlehranstalt berufen worden. Die erste Hebammenlehranstalt in Stettin war 1803 eröffnet worden und für 24 Schülerinnen ausgelegt.
Die Provinzial-Hebammen-Lehranstalt und Frauenklinik in der Karkutschstraße war seit 1922 von dem Gynäkologen Siegfried Stephan geleitet worden, nachdem Bauer nach 42-jähriger Dienstzeit aus Altersgründen ausgeschieden war. Bereits als Stephan ihre Leitung übernahm, herrschte in der Klinik erneut Raumnot. Ursachen hierfür waren die durch die Bevölkerungszunahme bedingte steigende jährliche Geburtenrate, die wachsende Bedeutung der Frauenheilkunde und die damit verbundene intensivere Inanspruchnahme der Klinik durch gynäkologische Patientinnen und nicht zuletzt die 1922 eingeführte Verdopplung der Ausbildungszeit für Hebammen von bislang neun auf nunmehr 18 Monate.

## Gebäude und Klinikbetrieb

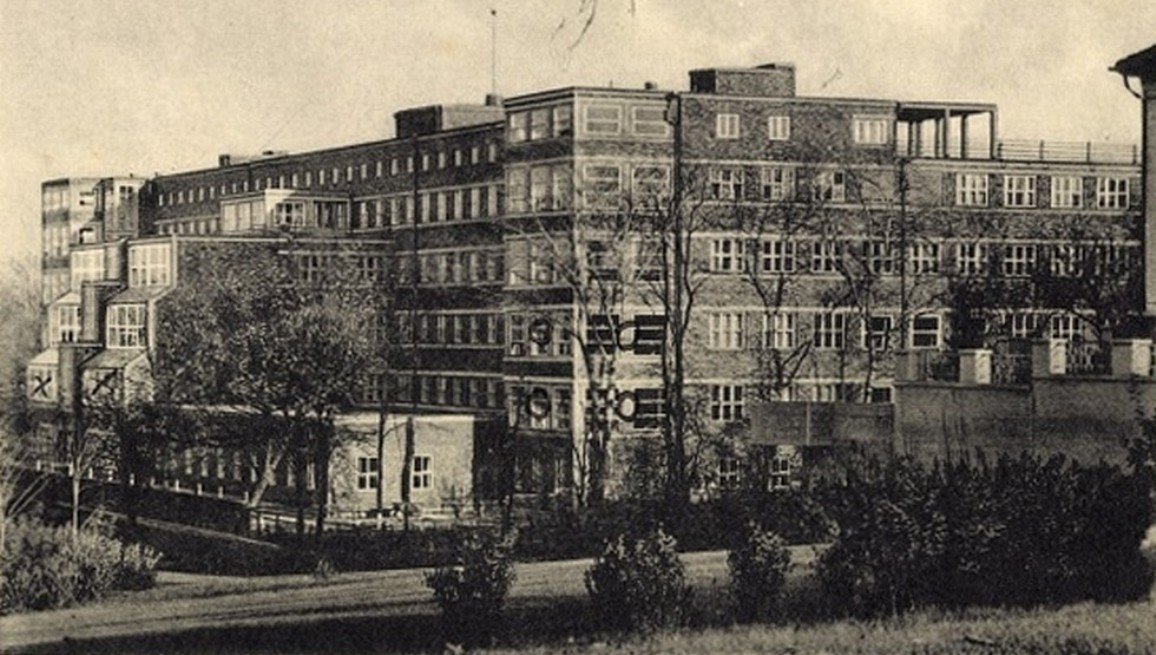
Die Landesfrauenklinik Anfang der 1930er Jahre

Die Landesfrauenklinik Stettin wurde zwischen 1929 und 1931 auf Beschluss des Provinziallandtags des Provinzialverbands Pommern mit einem finanziellen Aufwand von 4,3 Millionen Reichsmark auf einem 26.500 Quadratmeter großen Grundstück in einem ruhigen Außenbezirk Stettins (Stettin 7, Roonstraße 9–11, südöstliche Ecke des Quistorpparks und des Westendsees) in farbiger Klinkerbauweise errichtet.
Die Klinik nahm am 12. Oktober 1931 ihren Betrieb auf. Die gut durchdachte Klinikanlage galt im Klinikbau als architektonisch vorbildlich. Auch wegen der angewandten fortschrittlichen Medizin- und Kommunikationstechnik wurde der LFK in medizinischen Fachkreisen international Aufmerksamkeit geschenkt. Sie verfügte über Krankenbetten für 230 Patientinnen, einschließlich 48 Betten für sogenannte ‚Hausschwangere‘, und über 114 Säuglingsbetten.
Die Anlage bestand aus einem U-förmigen siebengeschossigen Kliniktrakt (Kellergeschoss, Sockelgeschoss, Erdgeschoss, vier Obergeschosse) und zusätzlichen Verwaltungsgebäuden, Wohngebäuden für die Ärzteschaft und Unterkünften für andere Bedienstete. Die medizinische Patientenbetreuung fand im Erdgeschoss und in den ersten drei der vier Obergeschosse statt. Diese Geschosse waren mit hochmoderner Kommunikations- und Medizintechnik ausgerüstet. Die Klinikräume und -flure hatten Linoleum-Fußböden. Für den Personen- und Gütertransport standen drei Aufzüge bereit. Insgesamt waren über drei Stockwerke sechs Operations- und Entbindungssäle verteilt. Die Fenster dieser Räume waren nach Norden ausgerichtet. Auch die Diensträume und andere Funktionsräume, wie Sanitätsräume, die Bäder und die Wirtschaftsräume, waren nach Norden ausgerichtet. Das vierte Obergeschoss war als Wohnheim für Hebammen und für fortzubildende Ärzte ausgebaut. Für den Unterricht der Hebammen und des auszubildenden Pflegepersonals stand im Erdgeschoss ein nach Art eines Amphitheaters gestalteter Hörsaal mit 140 Sitzplätzen zur Verfügung. Dieser Hörsaal wurde auch für wissenschaftliche Tagungen und Versammlungen des Wissenschaftlichen Vereins der Ärzte Stettins genutzt. Das Sockelgeschoss beherbergte u. a. Werkstätten, Laboratorien, eine Apotheke und Kantinen für Angestellte und für Hausschwangere.
Die Klinik verfügte über eine eigene Röntgen-Abteilung und über Räumlichkeiten für die Behandlung mit elektrischer Hochfrequenzstrahlung, für die Sauerstoff- und Kohlensäurebehandlung, für die Unterwasser-Lichttherapie in elektrisch beheizten Wannenbädern und für die Diathermie- und Höhensonnenbehandlung. Völlig neuartig für die physikalische Therapie war ein Sandbad, in dem eine Thermalbehandlung mit aufgewärmtem Dünensand vom Ostseestrand vorgenommen werden konnte.
In den Jahren 1934 und 1935 wurden in der LFK Stettin 2.125 bzw. 2.477 Geburten registriert. In darauffolgenden Jahren stieg die Zahl der dort vorgenommenen Entbindungen auf über 4.000. Die Zahl der gynäkologischen Patientinnen stieg von 576 im Jahr 1933 auf 1.030 im Jahr 1936, die der gynäkologisch operierten Fälle von 347 auf 841.
Direktor der LFK war Prof. Siegfried Stephan, der ihren Bau wie auch ihre medizinischen Einrichtungen maßgeblich mitbestimmt hatte. Der ihm unterstellte Ärztestab umfasste durchschnittlich acht bis zehn Ärzte (Oberarzt, Stationsärzte, Volontäre, zukommandierte Reichswehrärzte und fünf Medizinalpraktikanten).
Die LFK Stettin erhielt bald nach ihrer Fertigstellung von den Stettiner Bürgern den Spitznamen ‚Storchenburg‘.
Der Klinikbetrieb endete mit der Evakuierung gegen Ende des Zweiten Weltkriegs im Frühjahr 1945.

## Nachnutzung

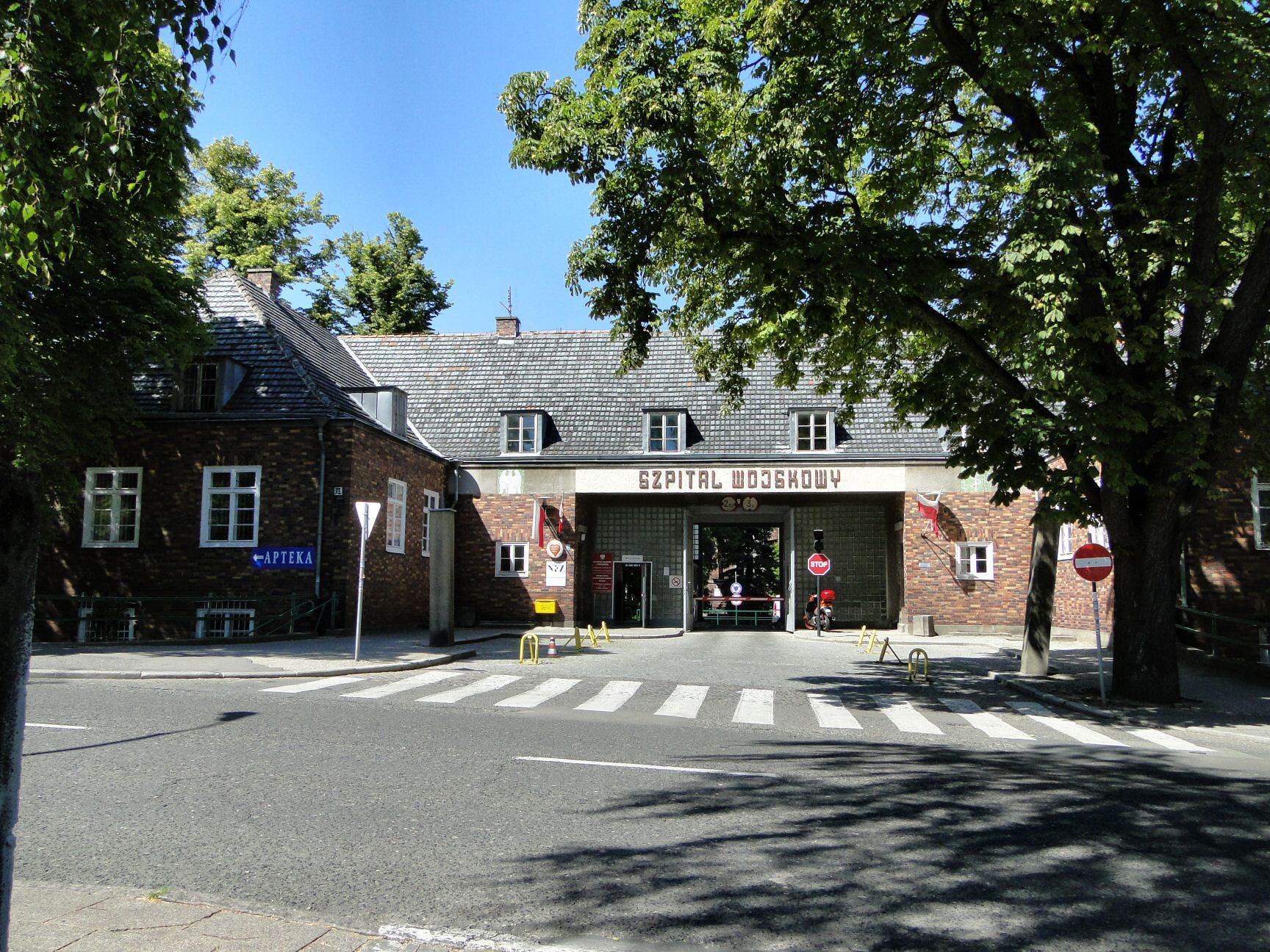
Einfahrt zum Militärkrankenhaus

Das Gebäude der LFK Stettin wurde nach ihrer Evakuierung im Frühjahr 1945 als Lazarett genutzt, nach dem Einmarsch der Roten Armee zunächst besetzt, im Mai 1945 dann aber vorübergehend als allgemeines Krankenhaus für die Zivilbevölkerung freigegeben. Am 14. August 1945 wurde die Klinikanlage von dem chirurgisch-mobilen Feldkrankenhaus des polnischen Militärs übernommen.
Gegenwärtig wird die Klinikanlage als polnisches Militärkrankenhaus („109 Szpital Wojskowy z Przychodnią“) genutzt, das auch der Zivilbevölkerung offensteht und dem unter anderem Frauenklinik angegliedert ist.